# Кругловка (Тверская область)
Кругловка — деревня в Кимрском районе Тверской области. Входит в состав Центрального сельского поселения.

## География
Находится в юго-восточной части Тверской области у западной границы районного центра города Кимры на правом берегу речки Кимрка.

## История
Известна была с 1780-х годов как деревня с 2 дворами, бывшее владение Тверского архиерея. В 1859 году здесь (деревня Корчевского уезда Тверской губернии) было учтено 3 двора, в 1887 — 9.

## Население
Численность населения: 10 человек (1780-е годы), 16 (1806), 24 (1859 год), 44 (1887), 9 (русские 100 %) в 2002 году, 10 в 2010.